# Une aspirante nommée Harrington
Une aspirante nommée Harrington (titre original : Changer of Worlds) est le troisième recueil de nouvelles de la série Autour d'Honor édité par l'écrivain de science-fiction David Weber. Il est paru aux États-Unis en 2001 puis a été traduit en français et publié par les éditions L'Atalante en 2014.

## Composition du recueil
- Une aspirante nommée Harrington ((en) Ms. Midshipwoman Harrington) par David Weber
- Ceux par qui les mondes changent ((en) Changer of Worlds) par David Weber
- Venus des montagnes ((en) From the Highlands) par Eric Flint
- La Tombée de la nuit ((en) Nightfall) par David Weber